# Angolas flagga
Angolas flagga består av två fält i rött och svart med ett gult emblem i mitten, med ett kugghjul, en stjärna och en machete. Flaggan antogs vid Angolas självständigheten den 11 november 1975 och har proportionerna 2:3.

## Symbolik
Flaggans övre röda halva symboliserar kampen för frihet. Den undre halvan är svart och påminner om solidariteten med den afrikanska kontinenten. Kugghjulet och macheten representerar jordbruket och industrinäringen. Macheten och det halva kugghjulet ansluter också till den kommunistiska hammaren och skäran.

## Färger
|             | Röd              | Guld           | Svart     |
| ----------- | ---------------- | -------------- | --------- |
| RGB         | 239/42/0         | 254/254/4      | 0/0/0     |
| Hexadecimal | #ef2a00          | #fefe04        | #000000   |
| CMYK        | 0/82.43/100/6.27 | 0/0/98.43/0.39 | 0/0/0/100 |

## Historik

MPLA:s flagga

Angola blev en portugisisk koloni på 1500-talet. Till skillnad från många andra europeiska kolonialmakter var de portugisiska kolonierna integrerade delar av moderlandet, och Angola använde därför samma flagga som Portugal under kolonialtiden.
Den angolanska befrielserörelsen MPLA (port. Movimento Popular de Libertaçāo de Angola) använde en flagga som påminner om dagens flagga, men med en stjärna i stället för kugghjulet och macheten i mitten. När den nya nationsflaggan skapades vid självständigheten 1975 lade man till kugghjulet och macheten för att knyta an till den socialistiska hammaren och skäran. Flaggan fastställdes tillsammans med övriga nationalsymboler i den nya författning som antogs den 25 augusti 1992.

### Förslag på ny nationsflagga

Förslag till ny nationsflagga 2003

Den 27 augusti 2003 presenterade det nationalförsamlingsutskott som hade till uppgift att skapa landets nästa författning ett förslag till nya nationalsymboler: en ny flagga, en ny nationalsång och ett nytt emblem. Statsvapnet berördes inte av förslaget, och i nationalsången skulle bara texten bytas ut, inte musiken. Enligt förslaget skulle den nya nationsflaggan bestå av fem horisontella band i mörkblått, vitt och rött. I mitten av flaggan finns en gul sol med 15 strålar som bygger på grottmålningar från Tchitundo-Hulu i provinsen Namibe i sydväst. I den nya flaggan står blått för frihet, rättvisa och solidaritet, och vitt står för fred, enhet och harmoni. Den röda färgen representerar uppoffringar och hjältemod, och solen står för Angolas historia och kulturella identitet. Flaggan har ännu (2022) inte antagits officiellt.